# Olivia Burnette
Olivia Nicole Burnette (San Clemente, 24 marzo 1977) è un'attrice statunitense.

## Biografia
Ha iniziato a recitare ad appena 6 anni iniziando soprattutto con ruoli televisivi; si è anche dedicata al cinema prendendo parte in film come Pronti a morire.
Alla fine degli anni novanta lasciò Los Angeles per trasferirsi a New York e frequentare l'Università.
È sposata con l'artista musicale Julian Sakata.

## Filmografia parziale

### Cinema
- Un biglietto in due (Planes, Trains & Automobiles), regia di John Hughes (1987)
- Un marito di troppo (Hard Promises) regia di Martin Davidson (1991)
- Pronti a morire (The Quick and the Dead), regia di Sam Raimi (1995)
- La prossima vittima (Eye for an Eye), regia di John Schlesinger (1996)
- Gli adoratori del male (Children of the Corn V: Fields of Terror), regia di Ethan Wiley (1998)
- Jekyll Island, regia di Ken DuPuis (1998)
- Bully, regia di Larry Clark (2001)
- Flourish, regia di Kevin Palys (2006)

### Televisione
- Riptide – serie TV, episodio 3x07 (1985)
- Webster – serie TV, episodio 4x01 (1986)
- Vita col nonno (Our House) – serie TV, 2 episodi (1986,1988)
- Celebration family – film TV, regia di Robert Day (1987)
- Famiglia cercasi (Almost Home) – serie TV, 13 episodi (1993)

## Doppiatori italiani
Nelle versioni in italiano delle opere in cui ha recitato, Olivia Burnette è stata doppiata da:
- Perla Liberatori in Pronti a morire
- Myriam Catania ne La prossima vittima
- Alida Milana in Famiglia cercasi